# Budjak
Budjak är ett historiskt landskap beläget mellan flodernas Donau och Dnjepr utlopp i Svarta havet. Namnet har sitt ursprung i ett turkiskt ord för gränsland . Att vara ett gränsland mellan olika maktsfärer har också präglat Budjaks historia och har resulterat i att området idag är ett av de mer etniskt heterogena i regionen. 
För femtusen år sedan beboddes den pontiska stäppen av jamnafolket som under de kommande årtusendena följdes av andra, ofta nomadiserande folkgrupper.
Under antiken grundades grekiska (Tyras) och keltiska (Aliobrix) kolonier innan området kom under romersk kontroll. När romarriket delades 395 blev Budjak en del av det Bysantinska riket. Från 700-talet var Budjak en provins i det Första bulgariska riket.
1241 invaderade mongolerna området. Kuststäderna Maurocastro och Licostomo hamnade under genuesisk kontroll medan inlandet styrdes av den Gyllene horden under ledning av Nogai Khan. 
Hans efterföljare erkände först Astrachankhanatets överhöghet efter hordens upplösning under 1400-talet. När detta khanat erövrades av Ivan den förskräcklige anslöt man sig till Krimkhanatet.
1484 erövrades området av det Osmanska riket. Området kom att kallas Bessarabien efter fursteätten Basarab som styrde det angränsande Valakiet.
Under det rysk-turkiska kriget 1806-1812 erövrade Ryska imperiet Budjak och östra delen av furstendömet Moldova där man inrättade guvernementet Bessarabien. 
Efter Krimkriget tillföll västra Budjak 1856 Moldova som kom att ingå union med Valakiet och bilda Kungariket Rumänien. 
Vid Berlinkongressen 1878 tvingades Rumänien lämna tillbaka västra Budjak (förutom Ormön) till Ryssland. 
Efter ryska revolutionen förklarade sig Bessarabien först självständigt men beslutade 9 april 1918 att ansluta sig till Rumänien.
Sovjetunionen godtog aldrig denna union och lyckades genom överenskommelse med Tyskland tvinga Rumänien att återlämna Bessarabien där Sovjet formade Akkerman Oblast i Budjak 1940.
När Nazityskland året därpå anföll Sovjet anslöt sig Rumänien till axelmakterna och deltog i Operation Barbarossa. Rumänien återtog snart kontrollen över Bessarabien där man inrättade ett eget guvernement som man systematiskt rensade på judisk befolkning. 
1944 återtog Röda armén Bessarabien och i Parisfreden 1947 fastställdes att området skulle tillhöra Sovjetunionen. Det fullbordades året därpå med återbördandet av Ormön. 
Större delen av Budjak kom efter kriget att ingå i Izmail Oblast i Ukrainska SSR. Efter Sovjetunionens fall tillhör dessa områden Odessa oblast i Ukraina medan norra delen av Budjak ligger i Moldavien.